# Zwiad kozaków kubańskich (obraz Maksymiliana Gierymskiego)
Zwiad kozaków kubańskich – powstały na przełomie 1868-1869 obraz olejny, autorstwa polskiego malarza Maksymiliana Gierymskiego, znajdujący się w zbiorach Muzeum Narodowego w Warszawie.

## Historia
Obraz powstał najprawdopodobniej na przełomie 1868-1869 w Monachium. W okresie tym artysta opracowywał serię obrazów przedstawiających rosyjskie formacje wojskowe. Obraz znajduje się w dziale zbiorów sztuki polskiej do 1914 warszawskiego Muzeum Narodowego.

## Opis
Artysta przedstawił grupę kozaków kubańskich na koniach. Jeźdźcy ci stanowili kozacką jednostkę Armii Imperium Rosyjskiego aktywną na Kubaniu nad Morzem Czarnym. Malarz prezentuje mroczny krajobraz z zachmurzonym niebem, zajmującym prawie połowę malowidła. Dominującymi barwami są szara i brązowa. Członkowie oddziału nie posiadają jednakowych mundurów. Większość z nich ma na głowie charakterystyczne papachy. Obserwator widzi żołnierzy od tyłu. Patrol konny właśnie zaczyna skręcać w prawo w górę stoku.